# Lophoptera nigrosuffusa
Lophoptera nigrosuffusa là một loài bướm đêm trong họ Noctuidae.